# Pero Stojkić
Pero Stojkić (Mostar, 9 dicembre 1986) è un ex calciatore bosniaco, di ruolo difensore.

## Carriera

### Club
Il 15 gennaio 2021 si ritira da calcio giocato dopo 257 partite ufficiali e 5 titoli bosniaci vinti con il Zrinjski Mostar.

## Palmarès

### Competizioni nazionali
- Campionato bosniaco: 5

Zrinjski Mostar: 2004-2005, 2013-2014, 2015-2016, 2016-2017, 2017-2018